# Varick
Varick es un pueblo ubicado en el condado de Seneca en el estado estadounidense de Nueva York. En el año 2000 tenía una población de 1,729 habitantes y una densidad poblacional de 21 personas por km².

## Geografía
Varick se encuentra ubicado en las coordenadas 42°46′26″N 76°51′54″O / 42.77389, -76.86500.

## Demografía
Según la Oficina del Censo en 2000 los ingresos medios por hogar en la localidad eran de $40,110, y los ingresos medios por familia eran $43,917. Los hombres tenían unos ingresos medios de $32,566 frente a los $28,636 para las mujeres. La renta per cápita para la localidad era de $18,164. Alrededor del 10.1% de la población estaban por debajo del umbral de pobreza.